# Simena nigricans
Simena nigricans là một loài bướm đêm trong họ Geometridae.